# サム・チュイ
サム・チュイ（簡体字: 崔佳星; 拼音: Cuī Jiāxīng、英語: Sam Chui〈[ˈtʃuːiː]〉、1980年11月7日 - ）は、中国の航空・旅行ブロガー、写真家、作家。

## 幼少期
1980年11月7日、中国・北京生まれ。 幼少期に両親とともに香港に移住した。チュイはしばしば啓徳空港を訪れ、飛行機が着陸するのを見たと言っていた。

## 経歴
1999年、チュイはウェブサイトを立ち上げ、航空機の写真を公開した。それ以来、航空に関する時事問題を含むようになった。彼はヘリコプターから撮影したロサンゼルス国際空港の俯瞰写真で知られる。
2007年にYouTubeチャンネルを開設し、一躍有名になった。彼の動画の中には、6000万回を超えるものあった。
チュイは日本を含む100カ国以上を旅し、2,000回以上のフライトを飛んだ。彼は毎年300,000マイル以上を旅して、フライトをテストし、レビューを共有している。
2019年、チュイはカタール王室が所有していたボーイング747-SPプライベートジェットに招待され、カナダのハミルトンからアリゾナ州マラナまで唯一の乗客として飛行した。2019年、彼はエル・アル・イスラエル航空のボーイング747でローマに飛んだ。
チュイはボーイング747型機に強い関心を寄せている。これまでに279回も747に搭乗し100万マイル以上を飛行、世界中の37の運航会社で747のすべての商用機種（貨物機含む）に搭乗しいる。ボーイング747型機での初飛行は、1993年のユナイテッド航空800便の香港発成田経由ニューヨーク行き（経由地の成田で降機）だった。
チュイは240の航空会社と180種類の航空機で飛行した。コンコルドでニューヨークからロンドンまで飛行し、ニュージーランドの氷河に着陸し、ネパールのルクラを訪れ、シンガポールからニューアークまで最長の直行便に乗ったことがある。チュイは2021年7月に米国で自家用操縦士免許を取得した。
また、全米ビジネス航空協会(NBAA)に勤務し、2021年NBAAビジネス航空コンベンション&展示会(NBAA-BACE)のハイライトを公開した。